# 亞皆老街管理有限公司
亞皆老街管理有限公司（英語：Argyle Street Management Limited）是一家香港的基金公司，由葉維義於2002年創立，管理的資產約10億美元。
2015年，亞皆老街管理有限公司狙擊丹楓控股，最終令丹楓控股增加派息。
2016年，亞皆老街管理有限公司向安寧控股購入中華汽車有限公司3%權益後，開始狙擊中華汽車，並批評中巴管理層只與太古地產合作，未能為股東謀取最大利益。
2017年12月，亞皆老街管理有限公司反對東芝出售晶片業務，要求東芝分拆晶片業務上市。

## 外部連結
- Argyle Street Management Limited （页面存档备份，存于）